# Aparelho ortodôntico

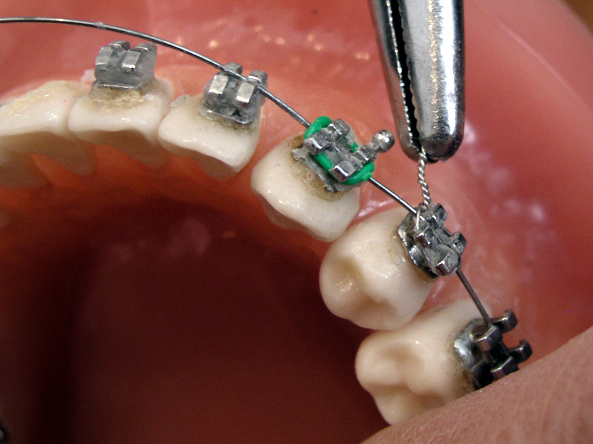
Um aparelho dentário fixo.

O aparelho ortodôntico ou aparelho dentário (comumente chamado apenas de aparelho), é um dispositivo utilizado por ortodontistas em seus pacientes para fazer o alinhamento dos dentes quando eles se desenvolvem com uma má formação. Serve para corrigir a posição dos dentes para fins estéticos e funcionais.

## Tipos de aparelhos ortodônticos
Existem vários tipos de aparelhos ortodônticos, dentre eles os aparelhos fixos e os aparelhos removíveis. O tipo de aparelho ideal para a correção dos dentes depende de uma avaliação criteriosa do ortodontista. Os aparelhos removíveis estão mais indicados para pequenos movimentos dentários e pacientes em fase de crescimento onde pode-se aproveitar o crescimento deste paciente, é a denominada Ortopedia Funcional dos Maxilares, onde o objetivo principal é a alteração do crescimento ósseo da face. Já a aparelhagem fixa, composta de bráquetes colados aos dentes, estão mais indicados para pacientes onde se necessita de uma movimentação maior dos dentes impedindo inclinações indesejáveis, tendo em vista a possibilidade de controlar o dente tridimensionalmente nestes tipos de aparelhos. Existem vários tipos de técnicas tanto para aparelhos removíveis como fixos, cabendo ao ortodontista avaliar a mais adequada para cada tipo de má oclusão.
É importante conhecer um pouco de cada tipo de aparelho ortodôntico, como ele funciona, cuidados, vantagens e desvantagens. Os principais tipos de aparelho são:
Fixo, Fixo autoligado, Porcelana, Safira, Lingual, Contenção Fixa, Contenção Móvel e Aparelho Invisalign (Alinhador Ortodôntico).

## Aparelhos estéticos
Os aparelhos dentários estéticos podem ser fixos ou removíveis. Os aparelhos fixos estéticos são feitos de porcelana policristalina, que dá uma aparência mais opaca ao bráquete, ou monocristalina que dá uma característica translúcida ao bráquete, mais conhecidos como safira. Existem também aparelhos ortodônticos estéticos totalmente removíveis e quase imperceptíveis, normalmente compostos de poliuretano, que aplicam forças mais leves e destinados a problemas menos severos.

## Aparelho Invisalign
O aparelho invisalign não tem fios ou braquetes como nos modelos ortodônticos fixos, e portanto não requer a utilização das borrachinhas, que é uma das principais vantagens do aparelho. O intervalo entre visitas ao dentista é mais longo do que com aparelhos fixos.
Além disso, os aparelhos invisaligns não causam tanto desconforto como os instrumentos convencionais, uma vez que os alinhadores cabem exatamente na boca do paciente e são fáceis de remover. Graças a esta composição amovível, a acumulação de resíduos alimentares é muito mais baixa do que com outros instrumentos. Este componente minimiza os perigos do paciente desenvolver cáries, doenças gengivais e até mau hálito.

## Aparelho ortodôntico na história
Em 1881, pesquisadores ingleses encontraram uma múmia, nas margens do rio Nilo, no Egito, com  idade estimada por arqueólogos entre 3000 e 2500 anos de idade, que tinha uma espécie de aparelho dentário. Era uma tira de metal, que prendia os dentes mais tortos da múmia.
Hipócrates e Aristóteles, na Grécia antiga,  já discutiam ideias sobre como corrigir dentes tortos. Já os etruscos, prendiam as arcadas de seus mortos com tocos de madeira para que eles não caíssem no túmulo. Pois acreditavam que, assim, o falecido manteria um belo sorriso na vida após a morte. No século I a.C. o fisiologista romano Aurelius Cornelius Celsus escreveu um tratado em que recomendava a pressão dos dedos para corrigir os dentes.
Nada se desenvolveu na ortodontia durante a Idade Média. Porém, em 1728, o dentista francês Pierre Fauchard escreveu o livro O Cirurgião Dentista. Nele, dedicou um capítulo inteiro às formas de corrigir os dentes. Fauchard inventou um aparelho chamado bandeau (em português, bandô) - uma peça de metal em forma de ferradura de cavalo, que ajudava a expandir a arcada dentária e assim acomodar dentes amontoados uns sobre os outros na boca. Daí a expressão "dentes encavalados".
Mas a ortodontia moderna só veio 90 anos depois, em 1819, quando o doutor francês Gaston Delabarre inventou o fio metálico que é fixado entre os dentes. Em 1841, o dentista Joachim Lafoulon criou o termo "ortodontia". Porém, quem alavancou essa nova ciência foi o norte-americano Norman W. Kingsley. Em 1880, ele escreveu o Tratado sobre Deformidades Orais, que exerceu enorme influência até a primeira metade do século XX. Entretanto, o que popularizaria o aparelho dentário seria a adoção, pelos dentistas, do aço inoxidável para fabricação de fios, bandas e braquetes - as três peças que formam o aparelho dentário -, que só veio a ocorrer no fim dos anos 1950.
Até ao fim da década de 1970 o aparelho dentário era um objeto horrível, com extensões por fora da boca, conhecidas pelo apelido de estribo. Isso só mudou quando, em 1975, surgiu um adesivo que prendia com sucesso os braquetes diretamente nos dentes. No mesmo ano, um dentista de Beverly Hills, doutor Craven Kurz, inventou o aparelho oculto, cujos braquetes são colados na parte interna da arcada dentária. Sua clientela, formada por artistas de cinema de Hollywood, como a atriz Farrah Fawcett , de As Panteras, incentivou-o a buscar soluções ortodônticas invisíveis. Por fim, em 1997, surgiu o alinhador dentário transparente e removível, criado pela doutora Zia Chishti, também na Califórnia.